# Luke Duke
Lucas "Luke" Duke è un personaggio della serie televisiva Hazzard (The Dukes of Hazzard), degli spin-off e film da essa derivati.

## Il personaggio
Luke Duke è un personaggio protagonista della serie televisiva Hazzard, interpretato dall'attore Tom Wopat. È il cugino di Bo Duke e Daisy Duke e vive con loro e con lo zio Jesse nella fattoria di famiglia nella contea di Hazzard.
Luke è il maggiore dei cugini maschi Duke ed è caratterizzato da capelli neri e un abbigliamento tipico fatto di camicia e jeans. Rispetto a Bo, tende a essere leggermente più serio, riflessivo e strategico, spesso agendo come la "mente" dei piani dei Duke e cercando soluzioni ingegnose per cavare d'impaccio la famiglia, sebbene sia altrettanto coraggioso e spericolato quando l'azione lo richiede. Insieme a Bo, è al centro della maggior parte delle avventure e dei guai causati dallo sceriffo Rosco P. Coltrane e da Boss Hogg nella contea di Hazzard.
A causa di precedenti guai con la legge legati alla distillazione clandestina, Luke, come Bo, è in libertà vigilata, il che gli impedisce di lasciare i confini della contea di Hazzard senza autorizzazione. È un ex Marine, background che gli conferisce notevoli abilità nel combattimento corpo a corpo e una certa disciplina militare che affiora in situazioni di crisi. Essendo impossibilitato a usare armi da fuoco a causa della sua condizione legale, la sua arma preferita (e spesso efficace) è un arco professionale, spesso equipaggiato con frecce speciali preparate dallo Zio Jesse.
Insieme a Bo, Luke guida la celeberrima Dodge Charger R/T del 1969, soprannominata "Generale Lee", riconoscibile per il suo colore arancione, il numero "01" sulle portiere e la bandiera confederata sul tetto. Luke è un pilota esperto quanto Bo, e sono famose le loro acrobazie con l'auto, inclusa l'iconica "scivolata" sul cofano per entrare rapidamente nell'abitacolo attraverso i finestrini (dato che le portiere del Generale Lee sono saldate e non si aprono).
Il suo nome in codice alla radio CB (Citizen Band radio) è "Pecorella smarrita n.1".
Durante la quinta stagione della serie, l'attore Tom Wopat (insieme a John Schneider) lasciò temporaneamente lo show a causa di una disputa contrattuale. Nella trama del telefilm, la loro assenza fu spiegata con la partenza di Luke e Bo per tentare una carriera nel circuito NASCAR. I personaggi di Luke e Bo furono sostituiti per gran parte di quella stagione dai loro cugini Coy e Vance Duke, prima che Wopat e Schneider tornassero nei loro ruoli nella sesta stagione.

## Interpreti
- Tom Wopat

## Doppiatori
- Flavio Bucci dalla 1ª alla 5ª stagione
- Roberto Pedicini 6ª e 7ª stagione
- Angelo Maggi in Hazzard 20 anni dopo
- Fabrizio Vidale in Hazzard (film)

## Filmografia

### Televisione
- Hazzard (1979-1985), serie televisiva
- Enos (1980-1981), serie televisiva
- Hazzard (The Dukes, 1983), serie animata
- Hazzard 20 anni dopo (The Dukes of Hazzard: Reunion!, 1997), film per la TV

### Cinema
- Hazzard: Bo e Luke vanno ad Hollywood (2000), film
- Hazzard (2005), film
- Hazzard - I Duke alla riscossa (The Dukes of Hazzard: The Beginning, 2007), film